# Эдельман, Мюррей
Мюррей Эдельман (англ. Murray Jacob Edelman, 1919, Пенсильвания — 26 января 2001, Мадисон) — американский политолог и социолог.

## Биография
Получил степень бакалавра в Бакнеллском университете (Пенсильвания, 1941), диплом магистра исторических наук — в Чикагском университете (1942), докторскую диссертацию по политическим наукам защитил в университете Иллинойса (1948). До 1966 года работал в университете Иллинойса, затем — в университете Висконсина (Мэдисон). Выступал приглашенным профессором в Австрии и Италии. Вышел в отставку в 1990 году.

## Научные интересы
Главный вклад Эдельмана в политические науки — разработка ритуально-символических аспектов политики, начиная с публичного, зрелищного и зрительского поведения политических акторов, роли массмедиа в конструировании политических образов и заканчивая особенностями языка политического взаимодействия, его риторики. Этот подход он развивал, опираясь на идеи Дж. Г. Мида и принципы общей семантики.
Книги М. Эдельмана переведены на немецкий, французский, итальянский, испанский, японский, корейский языки.

## Труды
- The Symbolic Uses of Politics (1964, многократно переиздавалась)
- Politics as Symbolic Action: Mass Arousal and Quiescence (1971)
- Political Language: Words that succeed and policies that fail (1977)
- Constructing the Political Spectacle (1988)
- From Art to Politics: How Artistic Creations Shape Political Conceptions (1996)
- The Politics of Misinformation (2001)

## Звания и награды
Член Мемориального фонда Джона Саймона Гуггенхайма, Национального фонда развития гуманитарных наук. Почётный профессор кафедры политических наук имени Дж. Г. Мида.